# برمجة وظيفية منطقية
البرمجة الوظيفية المنطقية (بالإنجليزية: Functional logic programming)‏، هي مزيج من أنماط البرمجة الوظيفية (مُتضمَّنةً البرمجة عالية الرتبة) وَالبرمجة المنطقيّة (البرمجة غير الحتمية، التوحيد) في لغة برمجة واحدة. جُسِّدَ أُسلوب البرمجة هذا في العديد من، ومنها كوري وَميركوري.[بحاجة لمصدر]
كُرِّست دورية علمية للحديث عن تكامل البرمجة الوظيفيّة وَالبرمجة المنطقيّة، وَنُشِرَت من قِبَل منشورات معهد ماساتشوستس للتكنولوجيا(MIT Press) وَالرّابطة الأوروبيَّة للأنظمة وَلُغات البرمجة بين عامي 1995 وَ2008.

## روابط خارجيّة
- Functional logic programming at U. Kiel